# Blarina hylophaga
Blarina hylophaga е вид бозайник от семейство Земеровкови (Soricidae).

## Разпространение
Видът е разпространен в САЩ.